# Mstislaw Wsewolodowitsch Keldysch
Mstislaw Wsewolodowitsch Keldysch (russisch Мстислав Всеволодович Келдыш, wiss. Transliteration Mstislav Vsevolodovič Keldyš; * 28. Januarjul. / 10. Februar 1911greg. in Riga, Russisches Reich; † 24. Juni 1978 in Moskau, UdSSR) war ein sowjetischer Mathematiker, der sowohl durch seine wissenschaftlichen Beiträge zu Aerodynamik und Raumfahrt als auch als Organisator eine führende Stellung in der Forschung der ehemaligen UdSSR hatte.

## Leben
Keldysch stammte aus einer adligen russischen Familie. Sowohl sein Großvater mütterlicherseits A. N. Skworzow als auch väterlicherseits M. F. Keldysch waren Generale der russischen Armee. Sein Vater Wsewolod Keldysch (1878–1965) war ein berühmter russischer Konstrukteur und Mechaniker. Mstislaw Keldysch hatte einen Bruder und eine Schwester. Sein Bruder Juri Keldysch war Musiktheoretiker und Historiker in Sankt Petersburg, die Schwester Ljudmila Keldysch Mathematikerin. 1931 schloss Keldysch sein Studium der Mathematik und Physik an der Moskauer Lomonossow-Universität ab und trat auf Empfehlung seines Lehrers Michail Lawrentjew in das Zentralinstitut für Aero- und Hydrodynamik ein, in dem neben Lawrentjew auch Sergei Tschaplygin wirkte (für die Modellierung der aerodynamischen Strömungen erwiesen sich Methoden der konformen Abbildung als nützlich). Hier trug Keldysch wesentlich zur Lösung des damals akuten Problems des bei Flugzeugen auftretenden Flügelflatterns bei, wofür er 1942 seinen ersten Staatspreis, damals noch Stalinpreis genannt, erhielt. Nebenbei erwarb er 1938 am Steklow-Institut auf Einladung seines Direktors Iwan Winogradow seinen Doktor in Mathematik mit einer Arbeit über Funktionentheorie. Für die Lösung von Oszillationsproblemen an Bugrädern von Flugzeugen erhielt er 1946 seinen zweiten Staatspreis. 1944 bis 1953 leitete er das Institut für Mechanik der Akademie der Wissenschaften und danach das Institut für Angewandte Mathematik (IAM) der Akademie, das speziell zur Bewältigung der umfangreichen numerischen Rechnungen in Zusammenhang mit der Atombombenentwicklung gegründet wurde, die von Keldysch organisiert wurden (Entwicklung von Algorithmen usw.). Auf seinem alten mechanischen Gebiet widmete er sich nach Kriegsende den Problemen, die sich aus Überschallflügen und in Zusammenhang mit dem einsetzenden Raketen- und Raumfahrtprogramm ergaben. 1954 verfasste er mit Sergei Koroljow und Wladimir Tichomirow einen Brief an die Staatsführung, der den Start eines Satellitenprogramms empfahl. 1955 wurde Keldysch Vorsitzender eines entsprechend für diesen Zweck gebildeten Komitees der Akademie der Wissenschaften (woraus 1959 ein offizielles Komitee der Akademie wurde) und entwickelte optimierte ballistische Flugbahnen, um Satelliten ins All zu schießen. Von 1961 bis 1975 war er Vorsitzender der Akademie der Wissenschaften. Einen Tag vor deren 250-Jahr-Feier trat der stets pflichtbewusste und hart arbeitende Keldysch aus Gesundheitsgründen zurück.
Nach seinem Neffen S. P. Nowikow genoss er hohes Ansehen in der Sowjetunion, war aber Anfang der 1960er Jahre tief getroffen, als er von seinem Neffen Leonid Keldysh, der die USA besucht hatte, erfuhr, dass sein Name in den USA so gut wie unbekannt war. Nach Nowikow war das auch eine Folge der von ihm selbst mit betriebenen Geheimniskrämerei in der Sowjetunion, die Namen der wirklich erfolgreichen Wissenschaftler im militärisch-industriellen Komplex vor dem Ausland zu verbergen und darüber sogar erfundene Geschichten zu verbreiten.

## Ehrungen
Nach dem Tod Keldyschs wurde seine Urne an der Kremlmauer am Roten Platz in Moskau beigesetzt. Nach ihm wurden ein Platz in Moskau, ein Forschungsschiff „Akademik Mstislaw Keldysch“ (bekannt als Mutterschiff für Tauchfahrten zum Wrack der Titanic ab den 1990er Jahren), der Asteroid (2186) Keldysh und der Mondkrater Keldysh sowie sein ehemaliges Institut benannt.
Keldysch erhielt 1942 und 1946 Stalinpreis, wurde 1956, 1961 und 1971 zum Held der sozialistischen Arbeit ernannt, war Deputierter des Obersten Sowjet und sechsfacher Träger des Leninordens. 1957 erhielt er den Leninpreis, 1969 den Orden Bernardo O’Higgins und 1975 die Lomonossow-Goldmedaille. Im Jahr 1965 wurde er zum Mitglied der Leopoldina gewählt, 1966 in die American Academy of Arts and Sciences und 1968 in die Royal Society of Edinburgh.
Das Institut für Angewandte Mathematik der Russischen Akademie der Wissenschaften (IAM RAS) – vorher die Abteilung Angewandte Mathematik am Steklow-Institut – ist nach ihm benannt. Gleiches gilt für die Mstislaw-Keldysch-Gletscherbucht in der Antarktis.